# Géna Péchaubès
 (juillet 2024).
Géna Péchaubès est une artiste peintre, lithographe, graveuse et illustratrice française née en 1923 et morte en 2019.

## Biographie
Elle est la fille d'Eugène Péchaubès, dont elle a reçu l'enseignement et a embrassé la même carrière que lui. Elle a toujours peint dans le même atelier de la cité du Palais-Royal-de-Belleville. Elle choisit de signer ses œuvres simplement « Péchaubès », sans son prénom.
Sa peinture est remarquable par sa vitalité créative et sa palette colorée d’une extrême vigueur, ainsi que son traitement qui flirte avec l’expressionnisme. Elle a notamment créé plusieurs séries de vues de Venise dans des toiles à la matière épaisse. Malgré son talent, Géna Péchaubès est restée dans l'ombre de son père. 

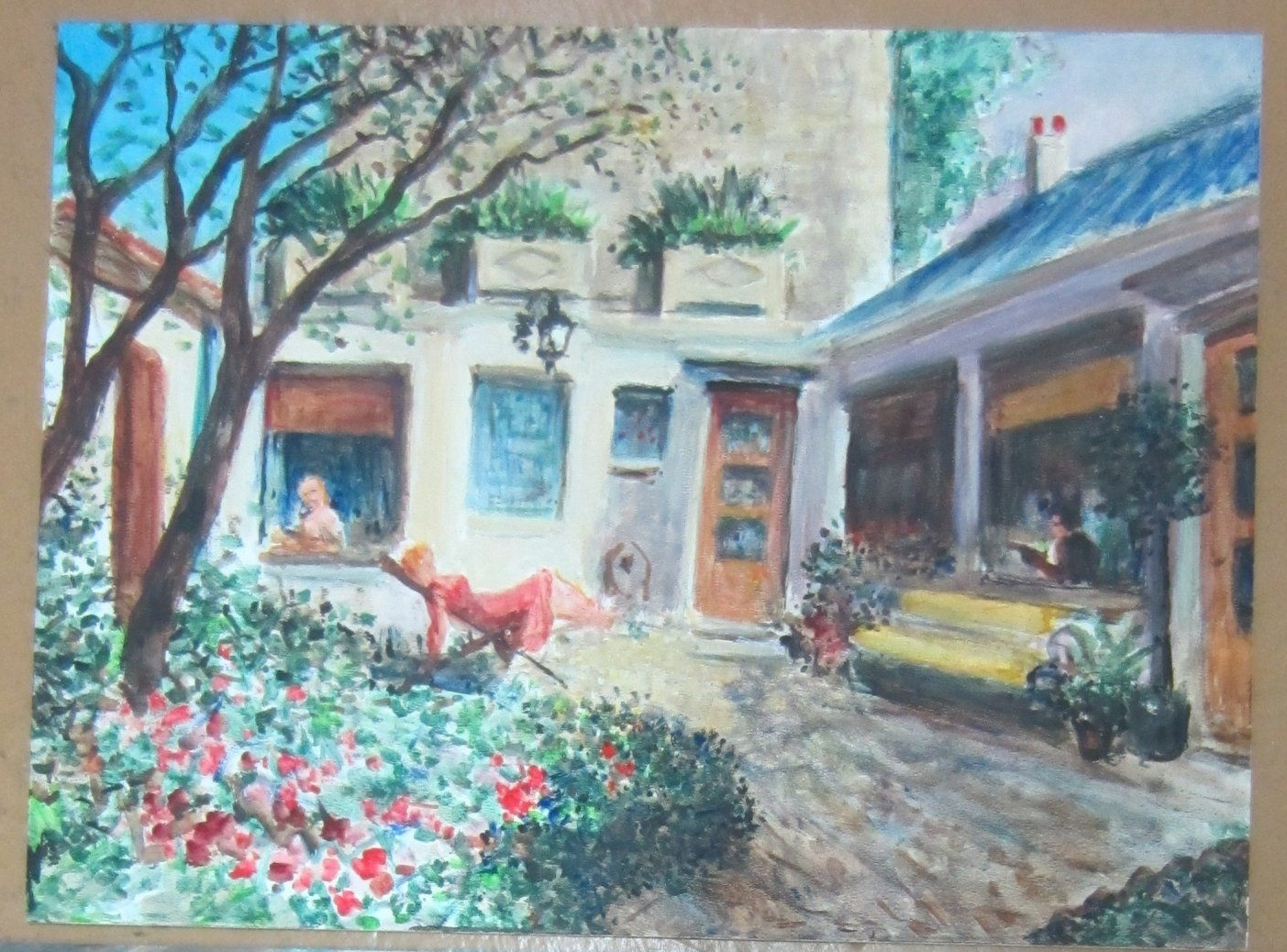
Atelier de Géna Péchaubès

Le 24 mai 2017, la maison de vente Artcurial organise une vente aux enchères disséminant les œuvres retrouvées dans l'atelier d'Eugène & Géna Pechaubès.

## Sépulture
Elle repose dans la 97e division du cimetière du Père-Lachaise au côté de son père.